# Annette Bußmann
Annette Bußmann (ur. 20 marca 1969, zm. 14 marca 2011 w Herne) – niemiecka śpiewaczka operowa (alt), organistka, prawniczka, dyplomatka, konsul w Konsulacie Republiki Federalnej Niemiec we Wrocławiu.
Posiadała wykształcenie muzyczne oraz prawnicze. W latach 2001–2004 i 2008-2011 piastowała funkcję kierownika referatu kultury i prasy oraz referatu prawnego Konsulatu Generalnego Niemiec we Wrocławiu. W tym czasie była między innymi inicjatorką Polsko-Niemieckiej Szkoły Prawa, w której studenci z Uniwersytetu Humboldtów w Berlinie oraz Uniwersytetu Wrocławskiego w obu językach uczą się prawa (dostała za to złoty medal Uniwersytetu Wrocławskiego). Była także współorganizatorką Tygodnia Filmu Niemieckiego w kinie Helios we Wrocławiu. Była mocno zaangażowana w działalność kulturalną na Śląsku. 
Kierowniczka chórów kościelnych w Długołęce i Mirkowie.